# Frankford (Delaware)
Pour les articles homonymes, voir Frankford.
Frankford est une ville américaine située dans le comté de Sussex, dans l'État du Delaware.

## Démographie
| 1880 | 1890 | 1900 | 1910 | 1920 | 1930 |
| ---- | ---- | ---- | ---- | ---- | ---- |
| 380  | 519  | 424  | 395  | 443  | 450  |

| 1940 | 1950 | 1960 | 1970 | 1980 | 1990 |
| ---- | ---- | ---- | ---- | ---- | ---- |
| 563  | 615  | 558  | 635  | 828  | 591  |

| 2000 | 2010 | - | - | - | - |
| ---- | ---- | - | - | - | - |
| 714  | 847  | - | - | - | - |

Selon le recensement de 2010, Frankford compte 847 habitants. La municipalité s'étend sur 0,73 milles carrés (1,89 km2).